# Aloysia casadensis
Aloysia casadensis là một loài thực vật có hoa trong họ Cỏ roi ngựa. Loài này được Hassl. & Moldenke mô tả khoa học đầu tiên năm 1949.